# Вода с пониженным содержанием дейтерия
Вода с пониженным содержанием дейтерия ( англ. Deuterium-depleted water (DDW) ) — вода с концентрацией дейтерия ниже, чем в естественной среде на уровне моря на Земле.
Такую воду иногда называют лёгкой водой или протиевой водой, хотя «лёгкой водой» долгое время называли обычную воду, особенно в ядерных реакторах.

## Химия
Вода, обеднённая дейтерием, содержит меньше дейтерия ( 2H), чем встречающаяся в природе на уровне моря. Протий в обычной воде составляет около 99,97% 1H (по весу).
При производстве тяжёлой воды  из природной воды выделяются изотопологи, содержащие дейтерий. Побочным продуктом этого процесса и является обеднённая дейтерием вода.
Изотопный состав природной воды на Земле неодинаков. Расстояние от океана и экватора, а также высота над уровнем моря имеют положительную корреляцию с истощением дейтерия в воде.
В Венском стандарте средней океанической воды (стандарт изотопного состава морской воды) концентрация дейтерия 155.76ppm.  Для стандарта SLAP (Standard Light Antarctic Precipitation), определяющего изотопный состав природной воды Антарктики, концентрация дейтерия составляет 89,02 ppm.
Снеговая вода, особенно из талой ледниковой воды гор, значительно легче океанской воды (концентрация дейтерия 43 ppm). Весовые количества изотопологов в природной воде рассчитываются на основе данных, собранных с помощью молекулярной спектроскопии:
| Isotopologue | Molecular mass | Content, g/kg | Content, g/kg |
| ------------ | -------------- | ------------- | ------------- |
|              |                | VSMOW         | SLAP          |
| 1H216O       | 18.01056470    | 997.032536356 | 997.317982662 |
| 1H2H16O      | 19.01684144    | 0.328000097   | 0.187668379   |
| 2H216O       | 20.02311819    | 0.000026900   | 0.000008804   |
| 1H217O       | 19.01478127    | 0.411509070   | 0.388988825   |
| 1H2H17O      | 20.02105801    | 0.000134998   | 0.000072993   |
| 2H217O       | 21.02733476    | 0.000000011   | 0.000000003   |
| 1H218O       | 20.01481037    | 2.227063738   | 2.104884332   |
| 1H2H18O      | 21.02108711    | 0.000728769   | 0.000393984   |
| 2H218O       | 22.02736386    | 0.000000059   | 0.000000018   |

Согласно приведенной выше таблице, массовая концентрация тяжёлых изотопологов в природной воде может достигать 2,97г/кг, что в основном обусловлено вкладом 1H218O, т.е. водой с лёгким водородом и тяжелым кислородом 18. На литр воды приходится около 300 мг дейтерийсодержащих изотопологов. Это представляет собой значительную величину, сопоставимую, например, с содержанием минеральных солей.

## Биологические свойства содержания дейтерия в воде
Гилберт Льюис был первым, кто обнаружил, что тяжёлая вода подавляет (замедляет) рост семян (1933).

## Производство
Воду, обедненную дейтерием, можно производить в лабораториях и на заводах. Используются такие технологии, как электролиз,  дистилляция (низкотемпературная вакуумная ректификация) опреснение морской воды ,  сульфидный процесс Гирдлер  и каталитический обмен.

## Заявления и критика в отношении здоровья
Хариетт Холл расследовала утверждения о пользе для здоровья воды, обеднённой дейтерием (DDW, продаётся по цене до 20 долларов за литр). В статье, опубликованной  в Skeptical Inquirer online ( 2020), она сообщила, что подавляющее большинство исследований по DDW, несмотря на то, что они показали положительные результаты, не проводились на людях, а те немногие, которые проводились на людях, не подтвердили никакой эффективности.